# جروم موروس
جروم موروس (انگلیسی: Jerome Moross; ۱ اوت ۱۹۱۳ – ۲۵ ژوئیهٔ ۱۹۸۳) آهنگساز، و ترانه‌سرا اهل ایالات متحده آمریکا بود.
وی همچنین برندهٔ جوایزی همچون کمک‌هزینه گوگنهایم شده است. موروس نامزد جایزه اسکار بهترین موسیقی فیلم در سی و یکمین دوره جوایز اسکار برای فیلم کشور بزرگ شده است.

## فیلم‌شناسی
- راشل، راشل
- کشور بزرگ
- سردار جنگ
- کاردینال
- یاغی مغرور
- ماجراهای هاکلبری فین
- نمای نزدیک
- شهر در اسارت